# Dyscinetus rugifrons
Dyscinetus rugifrons är en skalbaggsart som beskrevs av Hermann Burmeister 1847. Dyscinetus rugifrons ingår i släktet Dyscinetus och familjen Dynastidae. Inga underarter finns listade i Catalogue of Life.